# أتموس 2000
أتموس (نظام مدفع هاوتزر ذاتي الحركة مثبت على شاحنة) هو نظام مدفع ذاتي الحركة عيار 155 ملم / 52 عيار تصنعه شركة أنظمة سولتم العسكرية الإسرائيلية.
النظام طويل المدى، سريع الحركة، يمكن تركيبه على شاحنة مع قوة نيران عالية ومرونة، ونشر سريع، ووقت استجابة قصير، وقابل للتشغيل في جميع مناطق التضاريس. دُمج النظام مع نظام محوسب بالكامل، مما يوفر التحكم التلقائي والملاحة الدقيقة واكتساب الهدف، ويُقدَّم النظام بأطوال مختلفة للمدفع، تتراوح من عيار 39 إلى 52، من أجل تلبية متطلبات العملاء المختلفة.

## نظرة عامة
يجهز نظام أتموس بقذيفة عيار 155 ملم / 52 تتوافق مع مذكرة التفاهم الباليستية المشتركة لحلف شمال الأطلسي (JBMoU)، ويُثبَّت على هيكل شاحنة 6 × 6. آلية تلقيم المدفع هي آلية انزلاق أفقية تفتح تلقائيًا إلى اليمين باستخدام حلقة معدنية ذاتية الغلق. المخزن من أسطوانة هيدروليكية مع جهاز استرداد هيدروليكي هوائي، ويتراوح طول الارتداد من 850 إلى 1100 مم. يوازن البرميل بواسطة جهازين هوائيين، ويتحكم الحاسوب والنظام الهيدروليكي بارتفاع السلاح وزاويته. تُشغَّل تروس التصويب الخاصة بالمدفع وأنظمة مساعدة التحميل والمجارف بواسطة حزمة طاقة هيدروليكية. مع 155 ملم/52 برميل، 41 كـم (25 ميل)يمكن تحقيق أقصى مدى باستخدام المقذوف ذي المدى الممتد الكامل - (ERFB-BB)، 30 كـم (19 ميل) عند إطلاق قذيفة شديدة الانفجار من طراز L15 تابعة لحلف شمال الأطلسي و24.5 كـم (15.2 ميل) في إطلاق المقذوف القديم M107 HE.
يحمل مدفع أتموس 2000 ما مجموعه 27 مقذوف عيار 155 مم والشحنات المرتبطة بها  ويمكن تشغيله بواسطة طاقم مكون من 4 أفراد، يتكون من محملين متمركزين على كل جانب في الخلف. يوفر النظام معدل إطلاق نار يتراوح بين 4 إلى 9 طلقة/دقيقة.

## التطوير

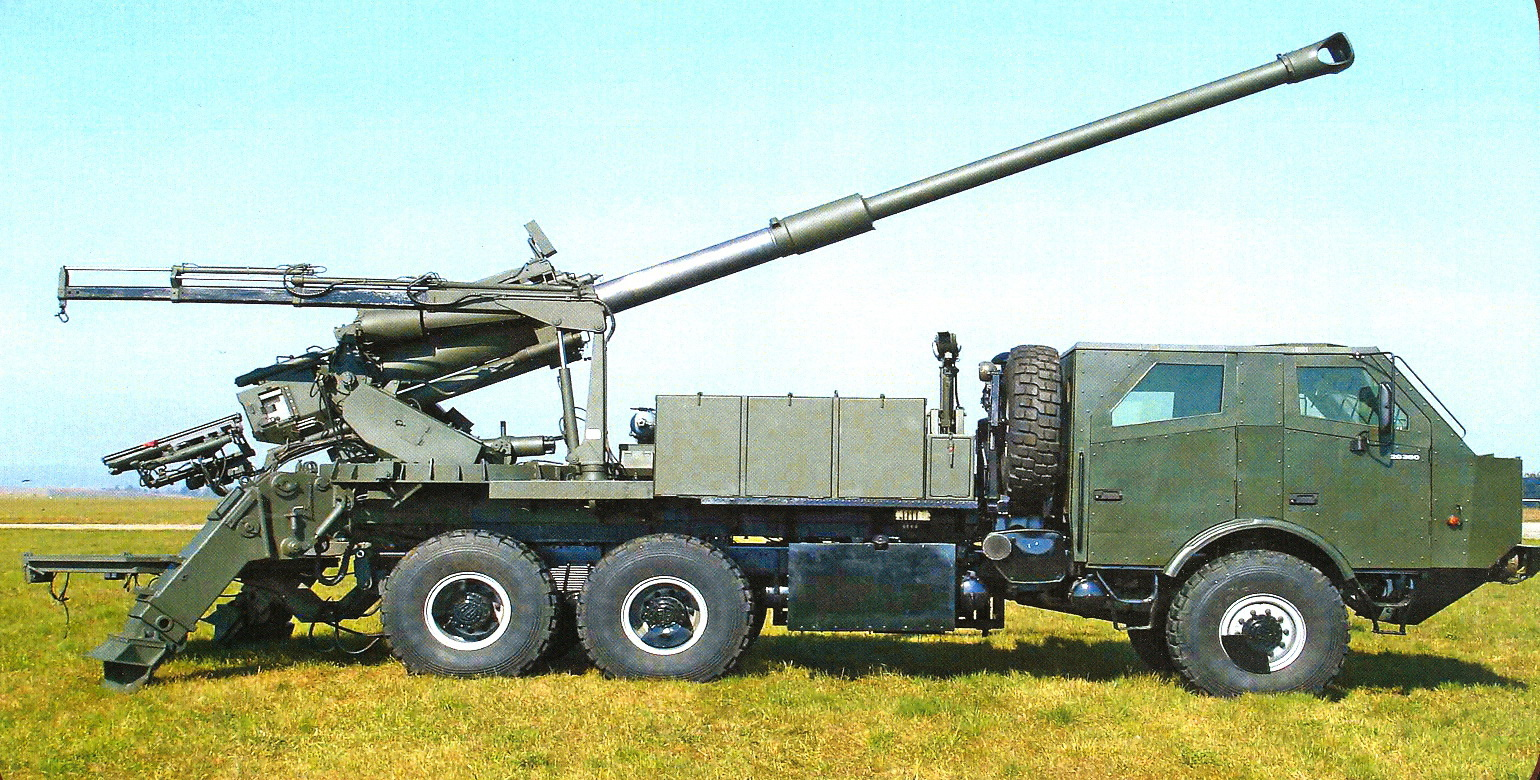
نظام أرتوم عيار 52

في أواخر عام 2001، أصدرت شركة أنظمة سولتام تفاصيل أحدث إصدار من نظام ATMOS 2000 الذي كُشف عن وجوده أول مرة في أواخر عام 1999. في ذلك الوقت، كان يُشار إليه أيضًا باسم 155 مدفع ذاتي الحركة بعجلات عيار 18 ملم (SPWG). طُور نظام أتموس كمشروع خاص مستهدفًا أسواق التصدير بصفة أساسية، على الرغم من أنه تم بالفعل عرضه على الجيش الإسرائيليي. عادة ما يكون شراء المدافع ذاتية الحركة ذات العجلات أقل تكلفة من نظيراتها المجنزرة الأكثر شيوعًا، كما أن تكاليف دورة حياتها أقل، كما أنها أسهل في التشغيل والصيانة. بالإضافة إلى ذلك، فإنهم تتمتع أيضًا بقدرة أكبر على الحركة الاستراتيجية ولا تعتمد على ناقلات المعدات الثقيلة (HETs). وبحلول أواخر عام 2001، أطلق النظام أكثر من ألف طلقة، خلال تجارب مكثفة في إسرائيل.
في منتصف عام 2003، أبرم أحد عملاء التصدير غير المعلن عقدًا مع الشركة بقيمة 5 ملايين دولار أمريكي مقابل دفعة غير معلنة من أنظمة ATMOS 2000. منذ أواخر عام 2004، أجرى الجيش الإسرائيلي اختبارات ميدانية مكثفة على نظام ATMOS 155 نظام عيار 39 ملم. 

## المشغلون

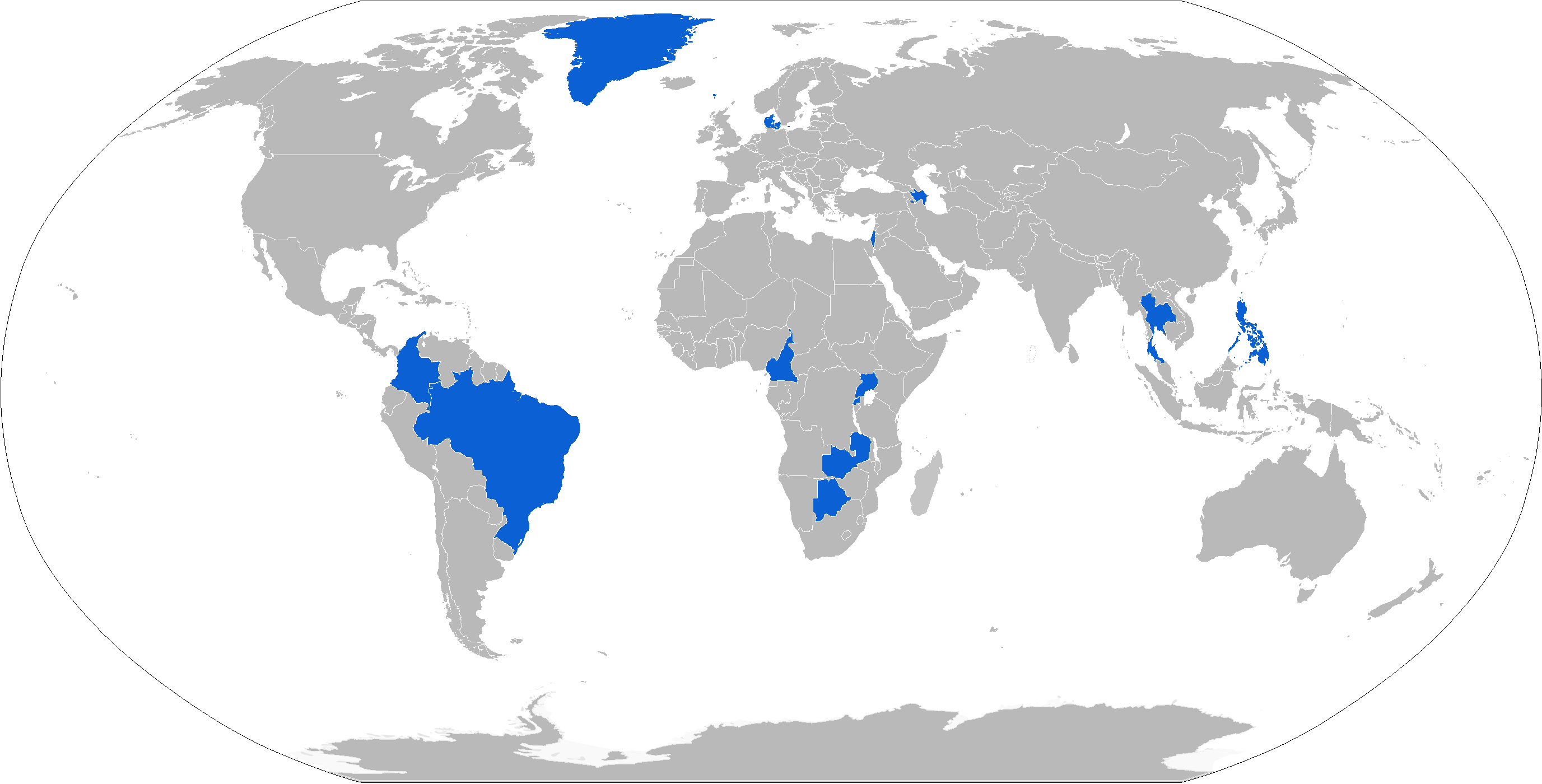
خريطة مشغلي ATMOS 2000 باللون الأزرق

### المشغلون الحاليون
أذربيجان
- الجيش الأذربيجاني : 6 أنظمة [6]

 بوتسوانا
- قوة دفاع بوتسوانا : 5 أنظمة في عام 2018[7]

 الكاميرون
- الجيش الكاميروني : 18 نظامًا[8]

 الدنمارك
- الجيش الملكي الدنماركي : نظام واحد - 18 نظامًا قيد البناء.[9] لتحل محل 19 وحدة من مدافع الهاوتزر CAESAR 8x8 الفرنسية التي سُلمت للقوات المسلحة الأوكرانية.[10][11]

 الفلبين
- الجيش الفلبيني : 12 نظامًا [12]

 تايلاند
- الجيش الملكي التايلاندي : M758 ATMG - 24 نظامًا + 6 أنظمة قيد الطلب[13][14]
- سلاح مشاة البحرية الملكي التايلاندي : M758 ATMG - 6 أنظمة + 6 أنظمة قيد الطلب[15]

 رواندا
- قوات الدفاع الرواندية : ما لا يقل عن 5 أنظمة ATMOS 2000 [16] [17]

 أوغندا
- قوات الدفاع الشعبي الأوغندية البرية : 6 أنظمة[18][19]

 زامبيا
- الجيش الزامبي : 6 أنظمة [20]

### المشغلون المستقبليون
البرازيل
- اختار الجيش البرازيلي نظام أتموس 2000 في أبريل 2024، مع الإعلان عن شراء 36 نظامًا.[21]

 كولومبيا
- الجيش الكولومبي : سيحصل الجيش الكولومبي على 18 وحدة من مدافع الهاوتزر ذاتية الحركة التي طورتها شركة إلبيت سيستمز. [22]

 إسرائيل
- اعتبارًا من عام 2017، اختير تطوير ATMOS 2000 ليحل محل إم 109 هاوتزر التي تستخدمها قوات الدفاع الإسرائيلية.[23]

### المشغلون المحتملون
رومانيا
- من بين كتائب المدفعية ذاتية الحركة الخمس، من المقرر أن تكون ثلاث كتائب منها مجنزرة واثنتان منها مدولبتان. [24] وفقًا للجنرال إنسيكاس، رئيس المديرية العامة للتسليح، فإن الكتائب ذات العجلات مخصصة لوحدات المشاة الثقيلة واللواء المدرع 282 ، في حين أن الكتائب المجنزرة مخصصة لوحدات المشاة الثقيلة واللواء المدرع 282.[25] اعتبارًا من عام 2023، أُكدت مشاركة شركة إلبيت سيستمز بنظام أتموس في مناقصة العقد.[24]

 بلغاريا
- تعد شركة ATMOS واحدة من الشركات المفضلة للفوز بعقد وزارة الدفاع البلغارية لتوريد مدافع هاوتزر ذاتية الحركة عيار 155 ملم جديدة.[26]

### التقييم فقط
بولندا
- خططت القوات البرية البولندية ولكنها لم تطلب مطلقًا مدفع هاوتزر AHS Kryl 155 ملم، وهو نسخة محلية الصنع من مدفع ATMOS 2000 [27]

 رومانيا
- نماذج أولية من أرتوم فقط، ولم يدخل النظام مرحلة الإنتاج مطلقًا. [28]